# Стани-Нові
Стани-Нові (пол. Stany Nowe) — село в Польщі, у гміні Поток-Великий Янівського повіту Люблінського воєводства.
Населення — 297 осіб (2011).
У 1975-1998 роках село належало до Тарнобжезького воєводства.

## Демографія
Демографічна структура станом на 31 березня 2011 року:
|          | Загалом | Допрацездатний вік | Працездатний вік | Постпрацездатний вік |
| -------- | ------- | ------------------ | ---------------- | -------------------- |
| Чоловіки | 157     | 47                 | 98               | 12                   |
| Жінки    | 140     | 33                 | 77               | 30                   |
| Разом    | 297     | 80                 | 175              | 42                   |